# 尹浩宇
尹浩宇（2003年10月20日—），本名帕特里克·纳塔瓦·芬格勒（皇家轉寫：Patrick Nattawat Finkler），又名Patrick，出生于德国，泰德混血男歌手、舞者及演員，曾為國際化男子音樂組合INTO1成員，現就读于北京电影学院，2022年4月，尹浩宇成为综艺节目《五十公里桃花坞2》的常驻嘉宾，被称为“社交团宠”。2023年，主演都市爱情轻喜剧电影《爱很美味》，尹浩宇饰演漫画家罗kk一角，原声中文演绎台词, 担任2023中泰文化交流大使。
他於2021年2月17日參加騰訊視頻偶像男團競演養成類真人秀節目《創造營2021》，並於4月24日最終排名獲得第9名，成為限定男團「INTO1」成員。在2023年4月24日所屬限定團體INTO1正式結束所有團體活動後，成立「尹浩宇工作室」進行活動。

## 個人生活
尹浩宇出生在德国，十一岁前往泰国，考进了泰国排名第一的高中，身担基金会副主席、仪仗队领队。十七岁通过普通教育發展證書（GED）考试，2020年12月21日前往中国。
尹浩宇精通德语、泰语、中文和英语四国语言。2022年12月19日，尹浩宇分享了报考HSKK中级汉语口语考试和HSK五级汉语水平考试的成绩单，分别以口试81分的成绩和听力98分、阅读66分、写作73分，总分237分的成绩通过两个考试。
中央戏剧学院公布2023年本科招生考试留学生、华侨、港澳台地区合格考生名单，尹浩宇在列。2023年9月，成为2023级北京电影学院学生。9月6日，与沈鑫叶等四名新生代表在北京电影学院2023级新生开学典礼带来诗朗诵《点亮电影这盏灯》。

## 演藝經歷

### 2019年至2023年: 出道
尹浩宇於2014年回到泰國生活。2019年，他參加《Go on Girl & Guy Star Search 2019》獲勝而加入GMMTV。2020年主演電視劇《特長生：畢業季》。
2021年2月17日參加騰訊視頻偶像男團競演養成類真人秀節目《創造營2021》。4月24日，最終排名獲得第9名，成為國際化男子偶像組合INTO1成員。

### 《創造營2021》时期
- 進入出道組排名為粗體字。

| 期数   | 排名   | 升降   | 票數 （撐腰值）  | 評級      | 備註                       |
| 第二期 | 第21名 | 不適用 | 未有公佈撐腰值   | F → C → A | 因A班搶位賽失敗而降級至F班 |
| 第三期 | 第12名 | ▲ 9    | 未有公佈撐腰值   | F → C → A |                            |
| 第四期 | 第12名 | ▬      | 未有公佈撐腰值   | F → C → A |                            |
| 第五期 | 第9名  | ▲ 3    | 10,463,315撐腰值 | F → C → A |                            |
| 第六期 | 第8名  | ▲ 1    | 未有公佈撐腰值   | F → C → A |                            |
| 第七期 | 第7名  | ▲ 1    | 11,241,829撐腰值 | F → C → A |                            |
| 第八期 | 第5名  | ▲ 2    | 未有公佈撐腰值   | F → C → A |                            |
| 第九期 | 第5名  | ▬      | 5,330,748撐腰值  | F → C → A |                            |
| 第十期 | 第9名  | ▼ 4    | 13,359,428撐腰值 | F → C → A | 成功成團                   |

## 影視作品

### 電影
| 上映日期      | 片名         | 角色 | 性質 |
| 2023年4月15日 | 《愛很美味》 | 羅kk | 主演 |

### 電視劇／網絡劇
| 首播日期      | 頻道            | 劇名                | 角色   | 性質 |
| 2020年1月18日 | GMM 25 LINE TV  | 《天使在身邊》      | Cupid  | 客串 |
| 2020年9月6日  | GMM 25 LINE TV  | 《特長生：畢業季》  | Time   | 主角 |
| 2020年9月18日 | GMM 25 AIS Play | 《I'm Tee, Me Too》 | T-Bone | 客串 |
| 2025年10月9日 | Netflix         | 《回魂計》          | Eason  | 客串 |

### 綜藝節目
| 播出日期               | 頻道               | 節目名稱                         | 備註                                   |
| 2019年4月26日－12月9日 | GMMTV              | 《Let's Play Challenge Special》 | EP03                                   |
| 2019年5月1日－6月2日   | GMMTV              | 《Beauty & The Babes Season 2》  | 固定成員                               |
| 2020年4月22日          | GMMTV              | 《Arm Share》                    | EP37                                   |
| 2020年7月11日－8月10日 | GMMTV              | 《Beauty & the Babes Season 3》  | EP02                                   |
| 2021年2月17日－4月24日 | 騰訊視頻           | 《創造營2021》                   | 參賽者 （以最終排名獲得第9名成團出道） |
| 2022年6月19日－8月21日 | 騰訊視頻           | 《五十公里桃花坞 第二季》        | 常住塢民                               |
| 2022年7月30日          | 嗶哩嗶哩           | 《嗶哩嗶哩向前衝》               | EP09                                   |
| 2022年8月6日、10月29日 | 浙江衛視           | 《聽說很好吃 第二季》            | EP02、12                               |
| 2022年8月26日          | 嗶哩嗶哩、湖北衛視 | 《非正式會談 第七季》            | EP10                                   |
| 2023年4月18日－6月7日  | 浙江衛視           | 《當我們遇見你》                 | 常駐，孩子團團長                       |
| 2023年5月28日－7月30日 | 騰訊視頻           | 《五十公里桃花坞 第三季》        | 老塢民，EP06-10                        |
| 2023年6月9日、16日     | 愛奇藝             | 《萌探探探案 第三季》            | EP07、08                               |
| 2023年7月16日          | 浙江衛視           | 《還有詩和遠方 第四季》          | EP06                                   |
| 2023年7月25日－9月27日 | 騰訊視頻           | 《心動的信號 第六季》            | 常駐「心動丘比特」                     |
| 2023年9月9日           | 浙江衛視           | 《聽說很好吃 第三季》            | EP05                                   |

## 公益活动
- 2021年5月28日，为推广三星堆文化，与INTO1组合成员共同为三星堆博物馆演唱“三星堆文化年度国际推广曲”《古蜀回响》[19]。
- 2021年7月16日，随组合担任“腾讯东京奥运报道喝彩大使”，为奥运精神喝彩；同时，还随组合以“保护长城形象大使”的身份，参与到由中国文物保护基金会发起的“保护长城，加我一个”活动中去[20]。
- 2022年4月23日，尹浩宇成为阿里巴巴世界读书日益起读公益领读人[21][22]。
- 2023年3月11日至12日，担任“2023年泰国风情节中泰文化交流大使”[23]。
- 2023年9月14日， 尹浩宇成为精灵书屋计划美丽心灵基金会爱心使者[24]。
- 2023年11月11日， 尹浩宇作为学生代表出席泰国诗纳卡琳威洛大学与北京电影学院的学术交流访问[25]。

## 外部連結
- 尹浩宇的新浪微博
- 尹浩宇工作室的新浪微博
- 尹浩宇的Instagram帳戶
- 尹浩宇的X（前Twitter）
- Patrick Nattawat Finkler在互联网电影资料库（IMDb）上的資料（英文）